# オプ・アート
オプ・アート（op art）とは、錯視の知覚心理学的なメカニズムにもとづいて、特殊な視覚的な効果を与えるよう計算された絵画作品のジャンルのこと。広い意味での「だまし絵」（トロンプ・ルイユ）の一種であるが、オプ・アートは原則として抽象作品である。エッシャーの平面充填や不可能図形のような具象性を残した作品は、通常、オプ・アートとはされない。正確には「オプティカル（光学的な、optical）・アート」と記されるべきものであるが、ポップアート（pop art）と語感がそろうこともあって、「オプ・アート」の方が好まれる。1964年のタイムが「オプ・アート」を活字にした最初とされる。

## 歴史
目の錯覚や、エキゾチックなものへの関心という観点から言えば、オプ・アートは新印象派、未来派、構成主義、ダダなどをルーツとしていると解釈することもできる。 
オプ・アート作品から得られる印象は多様である。描かれた図形が律動的に伸縮するかのように見える作品、「地」と「図」が容易に反転しある種の「めまい」の感覚をもたらす作品、注視しているうちに隠れた図柄が立体的に浮かびあがる作品。色彩の濃淡が変化し、流動しているかのような印象を与える作品、「奥行き」が感じられ、ときに吸い込まれるかのような幻覚を抱かせる作品など、人間の視覚に新たな体験を与えようという作家たちの実験精神はきわめて旺盛である。このうち動的な錯視効果が顕著なものは、「動く美術」という意味で、キネティック・アートと呼ばれることもある。
オプ・アートの制作には、その作品の性質上、最大限の精密さが要求される。綿密な構図の計算、色面と輪郭の入念な処理、微小パターンの正確な再現など、完成度の高い作品であれば、その「技」には文字通りの意味で驚かされる。その初期にあっては、単色作品、とりわけ白黒作品が主流であったが、1960年代末あたりから多色作品も試みられるようになっている。
オプ・アートの源流として、また理論的支柱として、ジョセフ・アルバース（en:Josef Albers）の名を抜かすことはできない。彼が1949年以来描きつづけてきた「正方形へのオマージュ」シリーズは、色彩の明度対比、相互干渉効果についての極限的な実験であったし、1963年に出版された Interaction of Color （邦訳『色彩構成：配色による創造』）はオプ・アートはもちろん、広く現代美術全般にとっての古典でもある。
錯視効果などを利用する抽象画家を一堂に取り上げ、オプ・アートに対する世間の認知を一気に高めたのは、1965年のニューヨーク近代美術館の展覧会“The Responsive Eye”（「感応する眼」展）であった。しかしそこで紹介された作家たちは、この時点ではすでに、その様式を確立していた。なかでも最も早くからオプ・アートに取り組んでいたのが、ヴィクトル・ヴァザルリ（en:Victor Vasarely 1906-97）である。彼が1930年代から発表している「シマウマ」シリーズのなかには、彼のオプ・アート作品の萌芽といえる作品がすでに見られる。もう一人の主導的作家であるブリジット・ライリー（en:Bridget Riley 1931-）はヴァザルリより一世代若いが、彼女でさえ1960年代前半にすでに個展を開いていた。
オプ・アートはさらに、ライリーが1968年のヴェネツィア・ビエンナーレで絵画部門国際賞を獲得するなどして一層の注目を集め、また1960年代後半のファッションやインテリア・デザインなどの商業美術、デザイン業界などに非常に大きなブームを巻き起こした。その隆盛ののちに沈静化したと論じられることもあるが、それはあまりに急速な隆盛であったがためにそう見えるという側面もあるだろう。ライリーは今日でも人気作家であり続けているし、オプ・アートへの「大衆的支持」は20世紀美術のなかでは抜きんでている。ライリーは1965年に、自らの作品が服飾のデザインに盗用されたとして訴訟を起こしたほどである（敗訴）。印刷技術が向上した今日では、良質の複製画が安価に購入できるようになっており、オプ・アートは「インテリア作品」としても人気がある。また、コンピューターの普及により、デジタル・アート作品としての可能性も広がってきている。

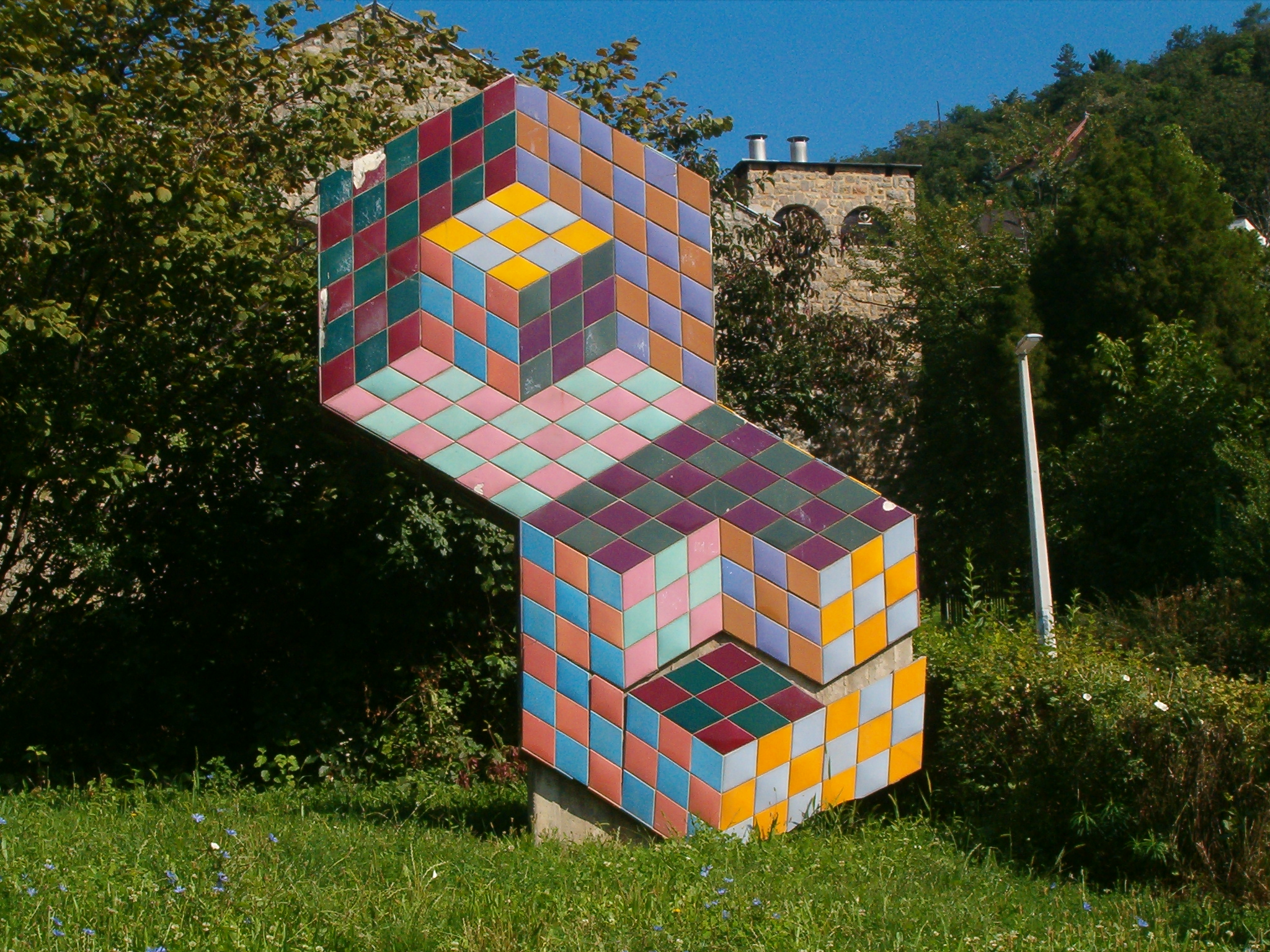
ヴァザルリの屋外作品

その後の美術潮流に対しての影響という点でいえば、その直接的な継承性よりも、人間の知覚のメカニズムを科学的に計算することを現代美術の一つの方法として定着させた意義を評価すべきだろう。オプ・アートへの否定的見解は、その隆盛の最中から根強く見られたが、その作品が、かつて体験されたことのない「印象」を楽しめる作品であることは事実である。その意味では遠近法や、ジョルジュ・スーラたちの点描技法と並べられてもいいものである（デビュー前のライリーはスーラに傾倒していた）。知覚の綿密な計算にもとづく作品は、その後も、アニッシュ・カプーア（en:Anish Kapoor）の一連の「空洞の彫刻」や、ジェームズ・タレルの吹き抜け天井やアパチャー・シリーズなど、立体作品の領域でも美術の新しい可能性を開いている。